# Chris Beckett
Chris Beckett (nascido em 1955) é um assistente social britânico, professor universitário e autor de ficção científica. É autor de vários livros, dezenas de contos e seis romances.

## Origens
Beckett foi educado na Dragon School em Oxford e na Bryanston School em Dorset, Inglaterra. Obteve um bacharelado em Psicologia pela Universidade de Bristol (1977), um CQSW da Universidade de Gales (1981), um diploma em Serviço Social Avançado da Goldsmiths College, Universidade de Londres (1977) e um mestrado em estudos de inglês pela Anglia Ruskin University (ARU), Cambridge (2005). É um professor senior de assistência social na ARU desde 2000. Foi assistente social durante oito anos e gerente de uma equipe de assistência social de crianças e famílias durante dez anos. Beckett é autor e co-autor de vários livros e artigos académicos  no domínio de trabalho social.

## Obras

### Ficção científica
Beckett escreveu mais de 20 histórias curtas, muitas delas publicadas originalmente na Interzone e na Asimov . Vários de seus contos apareceram entre os três principais favoritos nas pesquisas anuais dos leitores da Interzone . Vários também foram selecionados para republicação, incluindo os volumes 9, 19, 20 e 23 da Melhor Ficção Científica do Ano, volumes 5 e 6 dos Melhores SF, Robôs e IAs do Ano nas séries de antologias Jack Dann e Gardner Dozois Ace .

### Romances
- The Holy Machine, Wildside Press, 2004, ISBN 978-1-59224-208-5
- Marcher, Dorchester Publishing, 2009, ISBN 978-0-8439-6197-3    (uma versão revisada foi publicada pela imprensa NewCon em 2014)
- Dark Eden, Corvus, 2012, ISBN 978-1-84887-463-3    (vencedor do Prémio Arthur C. Clarke de 2013)[2]
- Mãe do Éden, Corvus, 2015, ISBN 978-1-78239-236-1
- Filha do Éden, Corvus, 2016, ISBN 978-178239-238-5
- America City, Atlantic Books, 2017, ISBN 978-178649-152-7

### Coleções de contos
- O Teste de Turing, Elastic Press, 2008, ISBN 978-0-9553181-8-4 É composto de: "Oração de Karel", "Éden Negro", "O Perímetro", "Piccadilly Circus", "Podíamos ser Irmãs", "Monstros", "O Teste de Turing", "Instantâneos de Apirania", "Os Portões de Troy", "O Casamento do Céu e Mar", "Valor", "O Guerreiro Meio e Meio", "Jazamina na Madeira Verde" e "La Macchina".
- The Peacock Cloak, NewCon Press, 2013, ISBN 978-1-907069-49-9 Compreende: "Verdade atómica", "Dois ladrões", "Novo emprego de Johnny", "Floresta de caramelo", "Groenlândia", "As famosas pinturas rupestres sobre Isolus 9", "Ilha dos ratos", "Dia 29", "Terra Nossa", "O Homem Desidratado","Poppyfields (Campo das Papoilas)" e "The Peacock Cloak".

### Histórias curtas (Short-stories)
- "Uma questão de sobrevivência" - publicado originalmente em Interzone (1990)
- "La Macchina" - publicado originalmente em Interzone (1991); republicado em Melhor ficção científica do ano: nona coleção anual (1992); republicado em Gedanken Fictions: Stories on Themes in Science, Technology and Society, editado por Thomas Easton, Wildside Press (2000); republicado em Robots (2005)
- "A longa jornada do coração congelado" - publicada originalmente em Interzone (1991)
- "O Círculo de Pedras" - publicado originalmente em Interzone (1992)
- "The Welfare Man" - publicado originalmente em Interzone (1993); republicado em The Best of Interzone, editado por David Pringle, Voyager (HarperCollins) (1997); versão truncada publicada em Health and Disease: a Reader, Open University Press (1995)
- "Jazamine in the Green Wood" - publicado originalmente em Interzone (1994)
- "The Warrior Half-and-Half" - publicado originalmente em Interzone (1995); republicado em Best SF 5 do ano (2000); republicado em The Ant Men of Tibet, editado por David Pringle, Big Engine Books (2001)
- "Valor" - publicado originalmente em Interzone (1999); republicado em Best SF 5 do ano (2000)
- "O casamento do céu e do mar" - publicado originalmente em Interzone (2000); republicado em Best SF 6 do ano (2001)
- "Os Portões de Tróia" - publicado originalmente em Interzone (2000)
- "O Homem Bem-Estar se aposenta" - publicado originalmente em Interzone (2000)
- "Snapshots of Apirania" - publicado originalmente em Interzone (2000)
- "Marcher" - publicado originalmente em Interzone (2001); republicado em Melhor ficção científica do ano: décima nona coleção anual (2002)
- "Watching the Sea" - publicado originalmente em Interzone (2001)
- "Para se tornar um guerreiro" - publicado originalmente em Interzone (2002); republicado em Melhor ficção científica do ano: Vigésima coleção anual (2003)
- "The Turing Test" - publicado originalmente em Interzone (2002); republicado em AIs, editado por Gardner Dozois e Jack Dann, Ace Books (2004)
- "Monstros" - publicado originalmente em Interzone (2003)
- "Tammy Pendant" - publicado originalmente em Asimov's Science Fiction (2004)
- "Poderíamos ser irmãs" - publicado originalmente em Ficção científica de Asimov (2004)
- "Picadilly Circus" - publicado originalmente em Interzone (2005); republicado em Melhor ficção científica do ano: Vigésima terceira coleção anual (2006); reimpresso em russo na revista Esli
- "The Perimeter" - publicado originalmente em Asimov's Science Fiction (2005); reimpresso em russo na revista Esli
- "Dark Eden" - publicado originalmente em Asimov's Science Fiction (março de 2006)
- "Karel's Prayer" - publicado originalmente em Interzone (2006)
- "Rat Island" - publicado originalmente em Interzone (2008)
- "Poppyfields" - publicado originalmente em Interzone (2008)
- "Gronelândia" - publicado originalmente em Interzone (2008)
- "Atomic Truth" - publicado originalmente em Asimov's Science Fiction (2009)
- "As famosas pinturas rupestres sobre Isolus 9" - originalmente publicado em Postscripts (2009)
- "Novo trabalho de Johnny" - publicado originalmente em Interzone (2010)
- "Our Land" - publicado originalmente em Conflicts (2010)
- "The Peacock Cloak" - publicado originalmente em Asimov's Science Fiction (2010)
- "O homem dessecado" - publicado originalmente em Postscripts (2010)
- "Dois ladrões" - publicado originalmente em Ficção científica de Asimov (2011)
- "Dia 29" - publicado originalmente em Asimov's Science Fiction (julho de 2011)
- "The Goblin Hunter" - publicado originalmente no Solaris Rising 3 (2014)

| Título                 | Ano  | Publicado pela primeira vez                                                                 | Reimpresso / coletado | Notas |
| ---------------------- | ---- | ------------------------------------------------------------------------------------------- | --------------------- | ----- |
| A floresta de caramelo | 2012 | Beckett, Chris. Asimov's Science Fiction. 36. pp. 10–24 Em falta ou vazio \|título= (ajuda) |                       |       |

### Livros didáticos
- Teoria Essencial da Prática de Serviço Social, Sage, 2006
- Valores e Ética no Serviço Social: Uma Introdução, Sage, 2005 (co-escrito com Andrew Maynard)
- Avaliação e Intervenção em Serviço Social, Russell House, 2003 (co-escrita com Steven Walker)
- Proteção à Criança: Uma Introdução, Sage, 2003; 2ª Edição, 2007
- Crescimento e desenvolvimento humano, Sábio, 2002